# Richard Graves MacDonnell
Pour les articles homonymes, voir Graves et MacDonnell (homonymie).
Richard Graves MacDonnell, né le 3 septembre 1814 à Dublin et mort le 5 février 1881 à Hyères,, est un administrateur colonial, homme de loi et homme politique anglo-irlandais. 
Il a été tour à tour gouverneur de la Gambie, gouverneur de Saint-Vincent, gouverneur d'Australie-Méridionale, gouverneur de Nouvelle-Écosse et gouverneur de Hong Kong.

## Biographie
Il sert dès 1843 dans la justice en Gambie et est nommé en 1847 gouverneur des établissements britanniques du pays. Il est alors l'organisateur de diverses expéditions sur les fleuves Gambie et Sénégal. 
En 1852-1853, il devient lieutenant-gouverneur à Sainte-Lucie puis gouverneur de Saint-Vincent (1853-1854) et, de 1855 à 1862, gouverneur de l'Australie-Méridionale. Gouverneur de Nouvelle-Écosse (1864-1865), il est de 1866 à 1872, gouverneur de Hong Kong. 
Entre autres, les Monts MacDonnell et la Sir Richard Peninsula en Australie portent son nom ainsi qu'à Hong Kong la MacDonnell Road (en).
Jules Verne le mentionne dans son roman Les Enfants du capitaine Grant (partie 2, chapitre XI). 